# 2100 Ra-Shalom
A 2100 Ra-Shalom (ideiglenes jelöléssel 1978 RA) egy földközeli kisbolygó. Eleanor F. Helin fedezte fel 1978. szeptember 10-én.